# Cavernotettix wyanbenensis
Cavernotettix wyanbenensis är en insektsart som beskrevs av Richards, A.M. 1966. Cavernotettix wyanbenensis ingår i släktet Cavernotettix och familjen grottvårtbitare. Inga underarter finns listade i Catalogue of Life.